# Europaspiele 2019/Sportakrobatik
Bei den Europaspielen 2019 in Minsk, Belarus, wurden am 22. und 23. Juni 2019 insgesamt sechs Wettbewerbe in der Sportakrobatik ausgetragen. Austragungsort war die Minsk-Arena.

## Bilanz

### Medaillenspiegel
| Platz | Land          | Gold | Silber | Bronze | Gesamt |
| ----- | ------------- | ---- | ------ | ------ | ------ |
| 01    | Belgien       | 2    | 1      | —      | 3      |
| 01    | Russland      | 2    | 1      | —      | 3      |
| 03    | Belarus       | 2    | —      | 4      | 6      |
| 04    | Portugal      | —    | 2      | 1      | 3      |
| 04    | Aserbaidschan | —    | 2      | 1      | 3      |

### Medaillengewinner
Frauen Gruppe
| Disziplin | Gold    | Silber   | Bronze   |
| --------- | ------- | -------- | -------- |
| Mehrkampf | Belgien | Portugal | Belarus  |
| Balance   | Belarus | Belgien  | Portugal |
| Dynamic   | Belgien | Portugal | Belarus  |

Mixed Paar
| Disziplin | Gold                               | Silber                                | Bronze                                |
| --------- | ---------------------------------- | ------------------------------------- | ------------------------------------- |
| Mehrkampf | Wiktorija Aksjonowa Kirill Starzew | Abdulla Al-Mashaykhi Ruhidil Gurbanli | Artur Beljakou Wolha Melnik           |
| Balance   | Artur Beljakou Wolha Melnik        | Wiktorija Aksjonowa Kirill Starzew    | Abdulla Al-Mashaykhi Ruhidil Gurbanli |
| Dynamic   | Wiktorija Aksjonowa Kirill Starzew | Abdulla Al-Mashaykhi Ruhidil Gurbanli | Artur Beljakou Wolha Melnik           |

## Ergebnisse
Alle Zeitangaben sind in Mitteleuropäischer Sommerzeit (UTC+2) angegeben.

### Frauen Gruppe

#### Mehrkampf
| Platz | Athletinnen                                                     | Land           | Punkte |
| ----- | --------------------------------------------------------------- | -------------- | ------ |
| 1     | Talia De Troyer Britt Vanderdonckt Charlotte Van Royen          | Belgien        | 29,960 |
| 2     | Bárbara da Silva Sequeira Francisca Sampino Maia Francisca Maia | Portugal       | 29,110 |
| 3     | Weranika Nabokina Julija Iwontschyk Karyna Sandowitsch          | Belarus        | 29,060 |
| 4     | Yarin Ovadia Or Armony Tzlil Hurvitz                            | Israel         | 28,960 |
| 5     | Iryna Khyzhniak Inna Kaplanska Olena Vykhovanets                | Ukraine        | 28,320 |
| 6     | Sacha Muir Erin Henderson Chloe Rowlans                         | Großbritannien | 28,200 |
| 7     | Fem van Os Lotte van Vugt Lynn de Bock                          | Niederlande    | 27,220 |
| 8     | Jade Sarric Zoe Contargyris Lea Cackowski                       | Frankreich     | 26,780 |

Datum: 23. Juni 2019, 15:00 Uhr

#### Balance
| Platz | Athletinnen                                                     | Land           | Punkte |
| ----- | --------------------------------------------------------------- | -------------- | ------ |
| 1     | Weranika Nabokina Julija Iwontschyk Karyna Sandowitsch          | Belarus        | 29,520 |
| 2     | Talia De Troyer Britt Vanderdonckt Charlotte Van Royen          | Belgien        | 29,230 |
| 3     | Bárbara da Silva Sequeira Francisca Sampino Maia Francisca Maia | Portugal       | 28,570 |
| 4     | Yarin Ovadia Or Armony Tzlil Hurvitz                            | Israel         | 28,260 |
| 5     | Iryna Khyzhniak Inna Kaplanska Olena Vykhovanets                | Ukraine        | 27,670 |
| 6     | Fem van Os Lotte van Vugt Lynn de Bock                          | Niederlande    | 26,730 |
| 7     | Jade Sarric Zoe Contargyris Lea Cackowski                       | Frankreich     | 26,380 |
| 8     | Sacha Muir Erin Henderson Chloe Rowlans                         | Großbritannien | 25,860 |

Datum: 22. Juni 2019, 13:02 Uhr

#### Dynamic
| Platz | Athletinnen                                                     | Land           | Punkte |
| ----- | --------------------------------------------------------------- | -------------- | ------ |
| 1     | Talia De Troyer Britt Vanderdonckt Charlotte Van Royen          | Belgien        | 28,830 |
| 2     | Bárbara da Silva Sequeira Francisca Sampino Maia Francisca Maia | Portugal       | 28,740 |
| 3     | Weranika Nabokina Julija Iwontschyk Karyna Sandowitsch          | Belarus        | 28,090 |
| 4     | Yarin Ovadia Or Armony Tzlil Hurvitz                            | Israel         | 28,000 |
| 5     | Sacha Muir Erin Henderson Chloe Rowlans                         | Großbritannien | 27,680 |
| 6     | Iryna Khyzhniak Inna Kaplanska Olena Vykhovanets                | Ukraine        | 27,420 |
| 7     | Fem van Os Lotte van Vugt Lynn de Bock                          | Niederlande    | 26,940 |
| 8     | Jade Sarric Zoe Contargyris Lea Cackowski                       | Frankreich     | 26,230 |

Datum: 22. Juni 2019, 15:27 Uhr

### Mixed Paar

#### Mehrkampf
| Platz | Athleten                              | Land          | Punkte |
| ----- | ------------------------------------- | ------------- | ------ |
| 1     | Wiktorija Aksjonowa Kirill Starzew    | Russland      | 29,580 |
| 2     | Abdulla Al-Mashaykhi Ruhidil Gurbanli | Aserbaidschan | 29,540 |
| 3     | Artur Beljakou Wolha Melnik           | Belarus       | 29,420 |
| 4     | Stef van der Locht Fenne van Djick    | Niederlande   | 28,940 |
| 5     | Victoire Seon Julien Fillette         | Frankreich    | 27,000 |
| 6     | Mariia Los Vladyslav Kuzerenko        | Ukraine       | 26,530 |
| 7     | Silvia Coronado Guillem Martínez      | Spanien       | 25,560 |

Datum: 23. Juni 2019, 15:00 Uhr

#### Balance
| Platz | Athleten                              | Land          | Punkte |
| ----- | ------------------------------------- | ------------- | ------ |
| 1     | Artur Beljakou Wolha Melnik           | Belarus       | 29,490 |
| 2     | Wiktorija Aksjonowa Kirill Starzew    | Russland      | 29,230 |
| 3     | Abdulla Al-Mashaykhi Ruhidil Gurbanli | Aserbaidschan | 28,160 |
| 4     | Stef van der Locht Fenne van Djick    | Niederlande   | 27,710 |
| 5     | Mariia Los Vladyslav Kuzerenko        | Ukraine       | 27,110 |
| 6     | Victoire Seon Julien Fillette         | Frankreich    | 26,790 |
| 7     | Silvia Coronado Guillem Martínez      | Spanien       | 26,330 |

Datum: 22. Juni 2019, 13:02 Uhr

#### Dynamic
| Platz | Athleten                              | Land          | Punkte |
| ----- | ------------------------------------- | ------------- | ------ |
| 1     | Wiktorija Aksjonowa Kirill Starzew    | Russland      | 29,060 |
| 2     | Abdulla Al-Mashaykhi Ruhidil Gurbanli | Aserbaidschan | 28,830 |
| 3     | Artur Beljakou Wolha Melnik           | Belarus       | 28,810 |
| 4     | Stef van der Locht Fenne van Djick    | Niederlande   | 28,280 |
| 5     | Mariia Los Vladyslav Kuzerenko        | Ukraine       | 27,280 |
| 6     | Victoire Seon Julien Fillette         | Frankreich    | 26,290 |
| 7     | Silvia Coronado Guillem Martínez      | Spanien       | 23,820 |

Datum: 22. Juni 2019, 15:27 Uhr